# Estadio Las Delicias
Het Estadio Las Delicias is een multifunctioneel stadion in Santa Tecla, een stad in El Salvador. 
Het stadion wordt vooral gebruikt voor voetbalwedstrijden, de voetbalclub Santa Tecla FC maakt gebruik van dit stadion. In het stadion is plaats voor 10.000 toeschouwers. 